# Эстес, Юсуф
Ю́суф (Джозе́ф) Э́стес (англ. Joseph (Yusuf) Estes; род. 1 января 1944, Техас, США) — американский исламский проповедник. Принял ислам в 1990-х годах и стал его проповедовать, а в сентябре 2000 года был делегатом Всемирной мирной конференции религиозных лидеров, проходившей в ООН.
Был приглашенным ведущим и основным докладчиком на различных исламских мероприятиях. Был назван Исламской личностью года на церемонии вручения Международной премии Священного Корана в Дубае 8 августа 2012 года.
Основатель и президент Guide US TV, бесплатного интернет-канала и спутникового телеканала, транслирующего программы об исламе.
В ноябре 2017 года ему было отказано во въезде в Сингапур за выражение взглядов, которые были «неприемлемыми» и «противоречащими» ценностям многорасового и многоконфессионального общества Сингапура. Согласно Министерству внутренних дел Сингапура, его «разделяющие взгляды порождают нетерпимость и исключительность, которые наносят ущерб социальной гармонии и вызывают разобщение сообществ»..